# Montigny-sur-Avre
 Montigny-sur-Avre ist eine französische Gemeinde mit 272 Einwohnern (Stand 1. Januar 2022) im Département Eure-et-Loir in der Region Centre-Val de Loire; sie gehört zum Arrondissement Dreux und zum Kanton Saint-Lubin-des-Joncherets.
An der nördlichen Grenze umschließt der Fluss Avre den Ort in eine Flussschleife.

## Bevölkerungsentwicklung
| Jahr      | 1962 | 1968 | 1975 | 1982 | 1990 | 1999 | 2008 | 2014 |
| Einwohner | 167  | 219  | 205  | 225  | 276  | 275  | 255  | 261  |

## Persönlichkeiten
- François de Montmorency-Laval (1623–1708), Erzbischof von Quebec, geboren in Montigny-sur-Avre

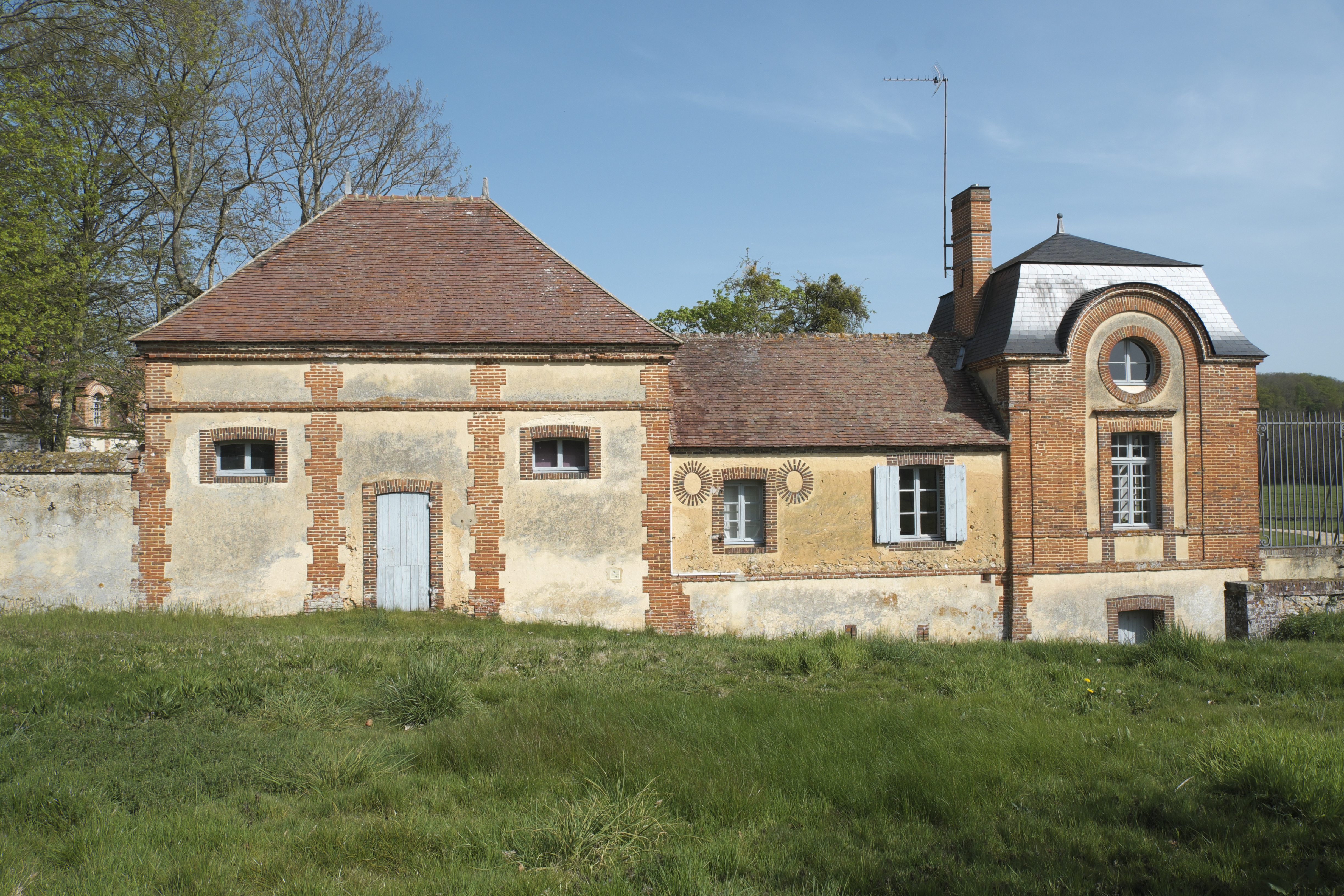
Château de Montigny-sur-Avre, Monument historique